# Tobaccoville
Tobaccoville – wieś w Stanach Zjednoczonych, w stanie Karolina Północna, w hrabstwie Forsyth.